# Odostomia kelseyi
Odostomia kelseyi är en snäckart som beskrevs av Bartsch 1912. Odostomia kelseyi ingår i släktet Odostomia och familjen Pyramidellidae. Inga underarter finns listade i Catalogue of Life.